# Rough Landing, Holly
Singles de Yellowcard
Lights and Sounds
(2006) Light Up the Sky
(2007)
Rough Landing, Holly est le deuxième single extrait de Lights and Sounds du groupe américain Yellowcard. Le clip a été réalisé par Marc Webb.

## Liste des pistes
Australie
1. Rough Landing, Holly - 3:33
2. Holly Wood Died (Live) - 3:55
3. Cigarette (Live) - 4:56

## Vidéo
- La vidéo commence avec le chanteur Ryan Key allongé sur son lit dans son appartement, lorsque soudain, il est aspiré dans les draps (c'est là que la chanson commence). Apparemment, il est désormais dans une autre dimension, et finit dans un lit, à côté de la femme d'un autre homme. L'homme remarque l'étranger et Ryan s'enfuit. En se cachant dans la salle de bain, Ryan s'échappe par la fenêtre et termine dans la rue. Une personne aux vêtements sombres veut lui offrir à boire, c'est alors que Ryan se retrouve dans un bar rempli d'asiatiques. La poursuite continue dans un couloir, sous l'eau et dans un lit d'hôpital.
- Le clip s'inspire de la scène du film Dans la peau de John Malkovich, où Cameron Díaz poursuit Catherine Keener par le subconscient de John Malkovich.
- La pièce où l'on voit une jeune fille accroupie est la même pièce que dans le clip d'Ocean Avenue, où Ryan dormait. On peut donc en déduire[réf. nécessaire] que c'est Holly (à noter que Holly est en fait la personnification de la ville de Hollywood en Californie).
- Le producteur du clip, Marc Webb, utilise une marque de fabrique, un symbole avec un agneau blanc, dans ses clips. Cela soulève un possible parallèle entre ce clip et celui d'Ocean Avenue, qu'il a également produit en y laissant sa « marque ».